# Възкресение Христово (православна църква в Киев)
 Тази статия е за православната църква.  За източнокатолическата вижте Възкресение Христово (източнокатолическа църква в Киев).  
„Свето Възкресение Христово/Господне“ (на украински: Свято-Воскресенський собор; на руски: Свято-Воскресенский собор) е катедрален православен храм, който се строи в Киев, столицата на Украйна.
Огромната катедрала ще бъде най-големият православен храм в Европа. Той ще може да побере 5000 енориаши. Сградата ще бъде разположена на площ 3,6 хектара. Височината ѝ се предвижда да бъде 120 метра. За катедралата е отреден специален парцел в Печорския район на Киев.
Предвижда се бъдещата катедрала да бъде духовен и образователен комплекс, който ще включва конферентна зала за 1000 души, 6 заседателни зали, офиси, семинария, телевизионно студио, хотел за поклонници, ресторант, паркинг, магазини за икони и религиозна литература. Планирано е също изграждането на резиденция на предстоятеля на Украинската православна църква и отделен параклис, предназначен за 150 енориаши. В близост до катедралата се предвижда да бъде построена четириредна камбанария и районът да бъде облагороден с малко езеро.
Първата копка на храма е поставена на 4 април (Великден) 2010 година, когато киевският митрополит Владимир поставя капсула с частици от свети мощи в основите на бъдещата катедрала. На церемонията присъстват министър-председателят на Украйна Николай Азаров и членове на кабинета и градските власти.